# Lake Honey
Pour les articles homonymes, voir Honey.
Le Lake Honey est un lac endoréique situé dans la vallée éponyme, au nord-est de la Californie, près de la frontière du Nevada. Il fait partie de la région du Grand Bassin, à l'est de la Californie.
Le lac tire son nom du miellat produit par les pucerons abondants qui habitent la région. 

## Géographie
L’évaporation estivale réduit le lac à un niveau inférieur de 12 kilomètres carrés. Le lac Honey s’assèche presque complètement la plupart des années. 
Au cours du Pléistocène, le lac Honey et toute la vallée du lac faisaient partie du lac Lahontan dans l’ouest du Nevada, avec un niveau d’eau à l'altitude de 1 332 m, un niveau d’environ 115 m  plus élevé que l'altitude actuelle du lac.